# Southland Rugby Football Union
Southland Rugby Football Union è l'organo di governo del rugby a 15 nella regione neozelandese di Southland; la sua squadra compete nel campionato nazionale delle province, il National Provincial Championship, e la sede dei suoi incontri interni è Invercargill.
La squadra non ha mai vinto il campionato nazionale provinciale, benché si sia imposta in passato come campione dell'Isola del Sud.
La provincia rugbistica di Southland è tributaria della franchise professionistica in Super Rugby degli Highlanders, basata a Dunedin (nella regione di Otago).